# シャーキーズ・マシーン
『シャーキーズ・マシーン』（原題：Sharky's Machine）は、1981年制作のアメリカ合衆国のアクション映画。バート・レイノルズ主演・監督。
1982年1月10日のアメリカ合衆国週末興行収入1位（$2,850,839）。

## あらすじ
アトランタ市警察麻薬課の刑事シャーキーは、かねて内偵捜査をしていた麻薬の売人を射殺してしまったことで、風紀課に異動させられ、売春婦の取り締まりに当たることになる。
ある日、シャーキーは逮捕した売春婦の言葉から、1回1000ドルの高級娼婦の存在を知り、その娼婦ドミノを24時間監視し、盗聴する。その結果、彼女は州知事候補のホチキンスと関係していること、彼女を操っているのはヴィクターという男であることが判明する。
数日後、彼女のアパートを殺し屋が襲い、娼婦が射殺されるという事件が起こる。シャーキー、パパ、アーチら風紀課の刑事はこのヤマを殺人課に回すというフリスコー部長に反発して、捜査を始める。
その結果、殺されたのはドミノの友人のティファニーであること、犯人がヴィクターの実弟のビリーという男であること、そしてドミノがヴィクターに娼婦を辞めることを打ち明けたのが狙われた理由であることが判明する。
シャーキーはドミノを自分の家に匿い、単身ヴィクターのもとに乗り込むが、逆に捕まってしまう。

## キャスト
※括弧内は日本語吹替（初回放送1987年5月24日『日曜洋画劇場』BD収録）
- トム・シャーキー：バート・レイノルズ（田中信夫）
- ヴィクター：ヴィットリオ・ガスマン（小林勝彦）
- ドミノ：レイチェル・ウォード（藤田淑子）
- パパ：ブライアン・キース（大平透）
- フリスコー部長：チャールズ・ダーニング（富田耕生）
- ホチキンス：アール・ホリマン（小林修）
- ノッシュ：リチャード・リバティーニ（加藤精三）
- ハイボール：ハリー・ローデス（渡部猛）
- ビリー・スコア：ヘンリー・シルヴァ（若本紀昭）
- アーチ：バーニー・ケイシー（玄田哲章）
- ジョジョ：ジョセフ・マスコロ（安田隆）
- スマイリー：ダリル・ヒックマン（池田勝）
- メイベル：キャロル・ロカテリ（鳳芳野）
- シークワン：スージー・パイ（佐々木優子）
- ティファニー：アーリカ・ウィリス（滝沢久美子）
- バレット：ジョン・フィードラー（矢田稔）
- ツイグス検死官：ジェームズ・オコンネル（平林尚三）
  - 日本語吹替その他：清川元夢、竹口安芸子、笹岡繁蔵、大塚芳忠、大滝進矢、山口健、花咲きよみ